# Itō Junji
Itō Junji (伊藤 潤二 Y Đằng Nhuận Nhị) (31 tháng 7 năm 1963) là họa sĩ manga kinh dị nổi tiếng Nhật Bản. Một số tác phẩm tiêu biểu của ông bao gồm loạt truyện Tomie, Uzumaki hay Gyo.

## Tiểu sử
Ông sinh ra và lớn lên ở quận Gifu, Nhật Bản. Từ nhỏ, ông đã luôn có hứng thú với những bức tranh do chị ông vẽ và các tác phẩm của Umezu Kazuo. Ông bắt đầu có sở thích với truyện tranh khi còn là một nha sĩ những năm đầu thập niên 90. Năm 1987, ông gửi truyện tranh ngắn của mình đến tạp chí Gekkan Halloween và giành được giải danh dự tại Giải thưởng Umezu Kazuo.
Ông cho biết, ngoài Umezu Kazuo và Mizuki Shigeru, các tác giả Hino Hideshi, Koga Shinichi, Tsutsui Yasutaka, Ranpo Edogawa và H. P. Lovecraft chính là nguồn cảm hứng của mình. 

## Chủ đề
Thế giới trong truyện tranh của Itō rất tàn nhẫn và thất thường. Những nhân vật của ông thường là nạn nhân của những hiện tượng kì lạ không vì lý do cụ thể nào và hầu như không có câu trả lời dứt điểm. 

## Tác phẩm
Itō Junji Kyōfu Manga Collection
- Itō Junji Kyōfu Manga Collection (伊藤潤二恐怖マンガCollection?) là loạt manga 16 tập xuất bản từ năm 1997 đến năm 1999.

| Tập         | Tiếng Nhật                  | Tiếng Việt                 |
| ----------- | --------------------------- | -------------------------- |
| Tập 01 & 02 | 富江 (1997)                 | Tomie                      |
| Tập 03      | 肉色の怪 (1997)             | Bí ẩn màu thịt             |
| Tập 04      | 顔泥棒 (1997)               | Kẻ trộm mặt                |
| Tập 05      | 双一の楽しい日記 (1998)     | Nhật ký vui vẻ của Sōichi  |
| Tập 06      | 双一の呪いの日記 (1998)     | Nhật ký đáng sợ của Sōichi |
| Tập 07      | なめくじ少女 (1998)         | Thiếu nữ ốc sên            |
| Tập 08      | 血玉樹 (1998)               | Cây bóng máu               |
| Tập 09      | 首幻想 (1998)               | Ảo tưởng                   |
| Tập 10      | あやつり屋敷 (1998)         | Căn nhà của những con rối  |
| Tập 11      | 道のない街 (1998)           | Thị trấn không lối         |
| Tập 12      | いじめっ娘 (1998)           | Kẻ bắt nạt                 |
| Tập 13      | サーカスが来た (1998)       | Gánh xiếc đã đến           |
| Tập 14      | トンネル奇譚 (1998)         | Bí ẩn đường hầm            |
| Tập 15      | 死びとの恋わずらい (1998)   | Bệnh yêu người chết        |
| Tập 16      | フランケンシュタイン (1999) | Frankenstein               |

Uzumaki
- Uzumaki (うずまき nghĩa: Xoắn ốc?) là loạt truyện 3 tập xoay quanh một thị trấn bị ám ảnh bởi những hiện tượng liên quan đến vòng xoắn ốc.

Gyo
- Gyo (ギョ?) là loạt truyện 2 tập xoay quanh một thị trấn ven biển bị những sinh vật lạ, giống cá nhưng có chân, tấn công.

Tomie Again - Tomie phần 3
- Tomie Again (富江 Again?) là phần tiếp theo của loạt truyện về Tomie, một cô gái xinh đẹp và bất tử.

Mimi ko Kaidan
- Mimi no Kaidan (ミミの怪談 nghĩa: Truyện ma của Mimi?) là tuyển tập truyện ngắn kể về những điều kinh dị mà Mimi được biết.

Yami no Koe (toàn tập)
- Yami no Koe (toàn tập) (闇の声 nghĩa: Tiếng vọng trong bóng tối?) tổng hợp từ 2 truyện tranh kinh dị xuất bản riêng lẻ trước đó là Yami no Koe (闇の声?) và Shin Yami no Koe (新・闇の声?).

Jigokusei Remina
- Jigokusei Remina (地獄星 レミナ nghĩa: Hành tinh địa ngục Remina?) là truyện kinh dị 1 tập kể về một hành tinh chuyên nuốt chửng những hành tinh xung quanh nó và khi nó đang nhắm vào Trái Đất.

Itō Junji no Nikki - Neko Yon & Mū
- Itō Junji no Nikki - Neko Yon & Mū (伊藤潤二の猫日記よん&むー nghĩa: Nhật ký của Itō Junji: Yon và Mū?) là truyện hài hước - kinh dị 1 tập về hai chú mèo của tác giả.

Black Paradox
- Black Paradox (ブラックパラドクス nghĩa: Black Paradox?) là truyện kinh dị 1 tập về một nhóm người thông qua trang web Black Paradox hẹn nhau để cùng tự sát và hàng loạt hiện tượng bí ẩn xảy ra quanh họ.

Kai, Sasu
- Kai, Sasu ( 怪、刺す?) là shōnen manga, nguyên tác bởi Kihara Hirokatsu và minh hoạ bởi Itō Junji.

Yūkoku no Rasputin
- Yūkoku no Rasputin ( 憂国のラスプーチン nghĩa: Người yêu nước Rasputin?) chuyển thể tiểu thuyết của Satō Masaru, kịch bản bởi Nagasaki Takashi và minh hoạ bởi Itō Junji.

## Chuyển thể

### Điện ảnh
Loạt phim về Tomie
- Tomie 1999）
- Tomie: replay（2000）
- Tomie: re-birth（2001）
- Tomie: chương cuối ―trái cấm―（2002）
- Tomie: BEGINNING（2005）
- Tomie: REVENGE（2005）
- Tomie VS Tomie（2007）
- Tomie: Unlimited（2011）

Kyōfu Collection (2000)
- Mái tóc dài trên căn gác (屋根裏の長い髪)
- Bóng bay treo cổ (首吊り気球)
- Lý luận của ác ma (悪魔の理論)

Oshikiri: the strange story (押切 The strange story, 2000)
Uzumaki (うずまき, 2000)
Bệnh yêu người chết (死びとの恋わずらい, 2001)
Bù nhìn (案山子 KAKASHI, 2000)
Marronier (Marronnier, 2002)
Ống nước rên rỉ (うめく排水管, 2004)

### Truyền hình
Giai điệu đáng sợ (戦慄の旋律, 1991)
Tomie: Người đẹp đáng sợ (富江 恐怖の美少女, 1999)
Kyōfu Collection (2000)
- Giấc mơ dài (長い夢)
- Kẻ trộm mặt (顔泥棒)
- Oshikiri (押切)
- Thành phố bia mộ (墓標の町)

### Anime
- Gyo (2011)
- Ito collection (2018)